# Gongylidioides galeritus
Gongylidioides galeritus là một loài nhện trong họ Linyphiidae.
Loài này thuộc chi Gongylidioides. Gongylidioides galeritus được Kendo Saito & Ono miêu tả năm 2001.